# Nicasi Benlloch i Giner
Nicasi Benlloch i Giner (València, 22 d'abril de 1888 - 10 de juny de 1957) va ser un metge uròleg valencià.

## Biografia
Benlloch era natural del barri valencià de Patraix. Va estudiar Medicina a la Universitat de València, concloent els seus estudis en 1911. Un any després es va doctorar en la Universidad Central de Madrid amb una tesi sobre Los accidentes grávido-cardiacos.
Es va especialitzar en urologia a París, on va treballar a l'Hôpital Necker amb el professor George Marion. Va ocupar diversos càrrecs en la Universitat de València. Es va incorporar en 1913 com a professor auxiliar, abans d'anar a Paris. Posteriorment, en 1929 professor agregat d'Urologia, esdevenint catedràtic en 1942 fins a la seva retirada en 1952. Entre 1931 i 1943 va exercir com a cirurgià general l'Hospital Provincial de València, fins que va renunciar per centrar-se en la seva carrera universitària.
Membre de la Reial Acadèmia de Medicina de València des de 1931, va ser nomenat President d'Honor el mateix any de la seva mort.

## Obres
- La nefrectomía en la litiasis renal.
- Cateterismo urinario.
- Consideración sobre los cálculos uretrales.
- La esclerosis del cuello vesical y su tratamiento.
- Diagnóstico y tratamiento de la tuberculosis renal.
- Cateterismos y endoscopias de las vías urinarias inclòs en l'obra de Ramon Vila i Barberà Medicina exploratoria (Clínica y laboratorio). (1932-36).